# 海屯二世
海屯二世（Hethum II，亞美尼亞文：Հեթում Բ）是奇里乞亞亞美尼亞王國的國王，萊翁三世的長子，1289年至1303年在位。

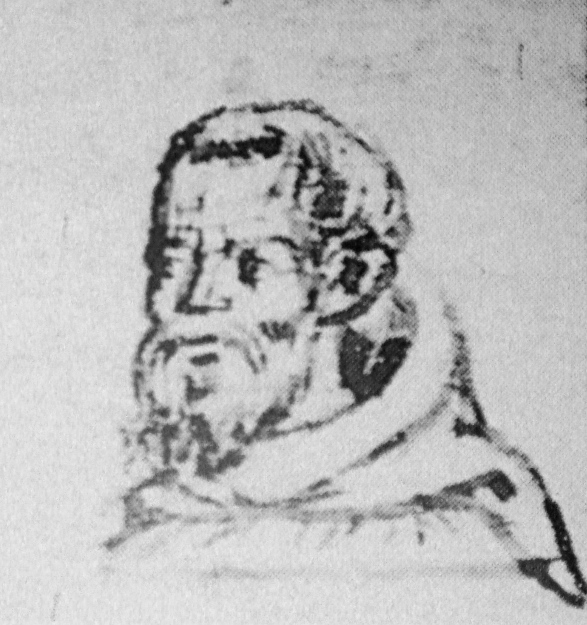
海屯二世

海屯二世在父親去世後登基為王。他與兄弟們索羅斯三世、斯姆巴特、君士坦丁三世共治，1303年他與伊兒汗國的聯軍在邁爾季薩法爾戰役慘敗於馬木留克蘇丹國，同年他把王位傳給索羅斯三世之子萊翁四世。他在1307年去世。